# أرماندو دوس سانتوس
أرماندو دوس سانتوس (بالبرتغالية: Armandinho‏) الشهير باسم أرماندينهو (3 يونيو 1911 - 26 مايو 1972) لاعب كرة قدم برازيلي راحل كان يجيد اللعب في خط الهجوم.
لعب طوال مسيرته الرياضية في أندية باوليستا (1923) بيراسونونغوينزي (1926) بونتي بريتا (1927-1928) باليسترا إيطاليا (1929) ساو باولو (1930-1934) بوتافوغو (1934-1935) إندبندينتي (1935) باهيا (1935) ساو كريستوفاو (1935) بورتوغيزا (1936) ساو باولو (1936) بورتوغيزا سانتيستا (1938-1940) سانتوس (1941) كوميرشال (1942).
مثل منتخب البرازيل في مباراتين مسجلا هدف واحد (1934). شارك مع منتخب البرازيل في بطولة كأس العالم 1934 في إيطاليا حيث خرج من الدور الثمن النهائي.

## وصلات خارجية
- أرماندو دوس سانتوس على موقع الاتحاد الدولي (مؤرشف)  (الإنجليزية)
- أرماندو دوس سانتوس على موقع قاعدة بيانات كرة القدم.إي يو (الإنجليزية)
- أرماندو دوس سانتوس على موقع ناشيونال فوتبول تيمز (الإنجليزية)
- أرماندو دوس سانتوس على موقع Soccerway.com (الإنجليزية)
- أرماندو دوس سانتوس على موقع عالم كرة القدم.نت (الإنجليزية)
- هذا سيرة ذاتية